# Propiedades reducidas
En termodinámica, las propiedades reducidas de un fluido son un conjunto de variables de estado normalizadas por las propiedades de estado del fluido en su punto crítico. Estas coordenadas termodinámicas adimensionales, junto con el factor de compresibilidad de una substancia, son la base de la forma más simple del teorema de los estados correspondientes.
Las propiedades reducidas también se utilizan para definir la ecuación de estado de Peng-Robinson, un modelo diseñado para obtener una precisión razonable cerca del punto crítico. También se usan para los exponentes críticos, los cuales describen el comportamiento de propiedades físicas cerca de las transiciones de fase continuas.

## Presión reducida
La presión reducida se define como la presión actual {\displaystyle p} dividida por la presión crítica {\displaystyle P_{c}}:

{\displaystyle P_{r}={P \over P_{c}}}

## Temperatura reducida
La temperatura reducida se define como la temperatura actual dividida por la temperatura crítica:

{\displaystyle T_{r}={T \over T_{c}}}

Donde las temperaturas actual y crítica se expresan en escalas de temperatura absoluta (Kelvin o Rankine).

## Volumen específico reducido
El volumen específico reducido (o volumen específico pseudoreducido) de un fluido se calcula a partir de la ley de los gases ideales a la temperatura y presión crítica de una substancia:

{\displaystyle v_{r}={\frac {v}{RT_{c}/P_{c}}}\,}

Esta propiedad es útil cuando se conoce el volumen específico y una de les dos propiedades reducidas (presión o temperatura); en cuyo caso, la tercera propiedad que falta se puede calcular directamente.